# Хексагонална кристална система
У кристалографији хексагонална кристална система је једна од 7 могућих облика кристализације у природи. Хексагонална кристална решетка карактерише се са три вектора елементарне транслације од којих су две једнаке дужине а трећи различит. За објашњење ове решетке уводи се допунска оса која представља симетралу између x и y осе.
|                      |
| Хексагонална решетка |

## Хексагонална холоедрија
Кристали хексагоналне холоедрије могу имати прото и/или дефтеро оријентацију. Прости облици кристала у хексагоналној холоедрији су:
- База
- Хексагонална призма
- Дихексагонална призма
- Хексагонална бипирамида
- Дихексагонална бипирамида